# Leptodoras oyakawai
Leptodoras oyakawai és una espècie de peix de la família dels doràdids i de l'ordre dels siluriformes.

## Morfologia
- Els mascles poden assolir 12,4 cm de longitud total.
- Nombre de vèrtebres: 38-40.[5]

## Hàbitat
És un peix d'aigua dolça i de clima tropical.

## Distribució geogràfica
Es troba a Sud-amèrica: conques dels rius Tapajós i Xingu (Brasil).